# Hoplolygris
Hoplolygris là một chi bướm đêm thuộc họ Geometridae.